# Niševići
Niševići (en serbe cyrillique : Нишевићи) est un village de Bosnie-Herzégovine. Il est situé sur le territoire de la ville de Prijedor et dans la république serbe de Bosnie. Selon les premiers résultats du recensement bosnien de 2013, il compte 746 habitants.

## Géographie
Le village est situé au nord du lac de Gradina, son territoire est traversé par la rivière Bistrica et par la Gomjenica, un affluent droit de la Sana.

## Démographie

### Évolution historique de la population dans la localité
| 1948 | 1953 | 1961  | 1971  | 1981  | 1991 | 2013 |
| ---- | ---- | ----- | ----- | ----- | ---- | ---- |
| -    | -    | 1 132 | 1 090 | 1 054 | 994  | 746  |

|  |